# Ходжейлійський район
Ходжейлійський район (кар. Xwojyeli rayoniʻ; узб. Хўжайли тумани, Xoʻjayli tumani) — район в Узбекистані, Республіка Каракалпакстан. Розташований в центральній частині республіки. Утворений 14 січня 1926 року. Центр — місто Ходжейлі.
Межує на півночі з Канликульським, на сході з Нукуським районами, Нукуською та Тахіатаською міськрадами Каракалпакстану, на півдні і південному сході з Туркменістаном, на північному заході з Шуманайським районом Каракалпакстану.
Через район протікають річка Амудар'я, канали Кунград, Шуманай.
Через район проходить автошляхи Кунград — Ходжейлі — Тахіаташ, Нукус — Ходжейлі — Кенеургенч. На півдні району знаходиться залізничний вузол Найманкуль (лінії на Кунград, Нукус, Дашогуз).
Населення району 118 190 мешканців (перепис 1989, включаючи Ходжейлійську міськраду), в тому числі міське — 64 662 мешканці, сільське — 53 528 мешканців.
Станом на 1 січня 2011 року до складу району входять 1 місто (Ходжейлі), 2 міських селища і 8 сільських сходів громадян.
Міські селища:
- Водник
- Найманкуль

Сільські сходи громадян:
- Амудар'я
- Жанажап
- Кенегес
- Куляб
- Найманкуль
- Саманкуль
- Сарайкуль
- Саричункуль

18 листопада 2010 року у підпорядкування Шуманайському району переданий сільський схід Беґжап Ходжейлійського району.